# Pyrgus scriptura
Pyrgus scriptura là một loài bướm ngày thuộc họ Hesperiidae. Nó là loài phân bố từ Texas đến Montana, đông nam Alberta, và tây nam Saskatchewan.
Sải cánh từ 16–22 mm. Có hai thế hệ một năm từ tháng 5 đến tháng 8.
Ấu trùng ăn Malvaceae spp. và Sida hederacea.

## Phân loài
- Pyrgus scriptura scriptura
- Pyrgus scriptur apertorum Austin, 1998